# گاشربروم

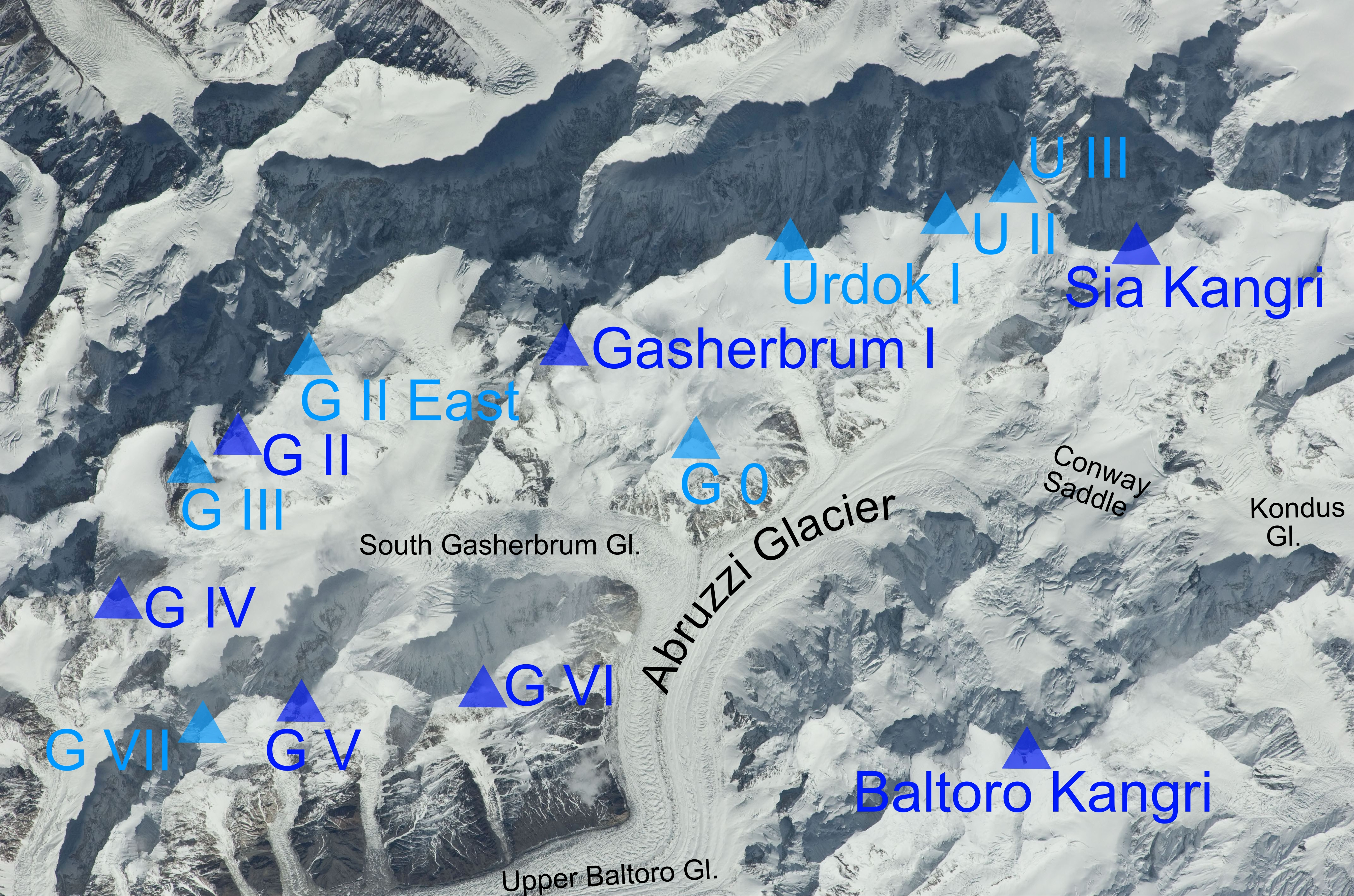
کوه‌های گاشربروم از ایستگاه فضایی بین‌المللی

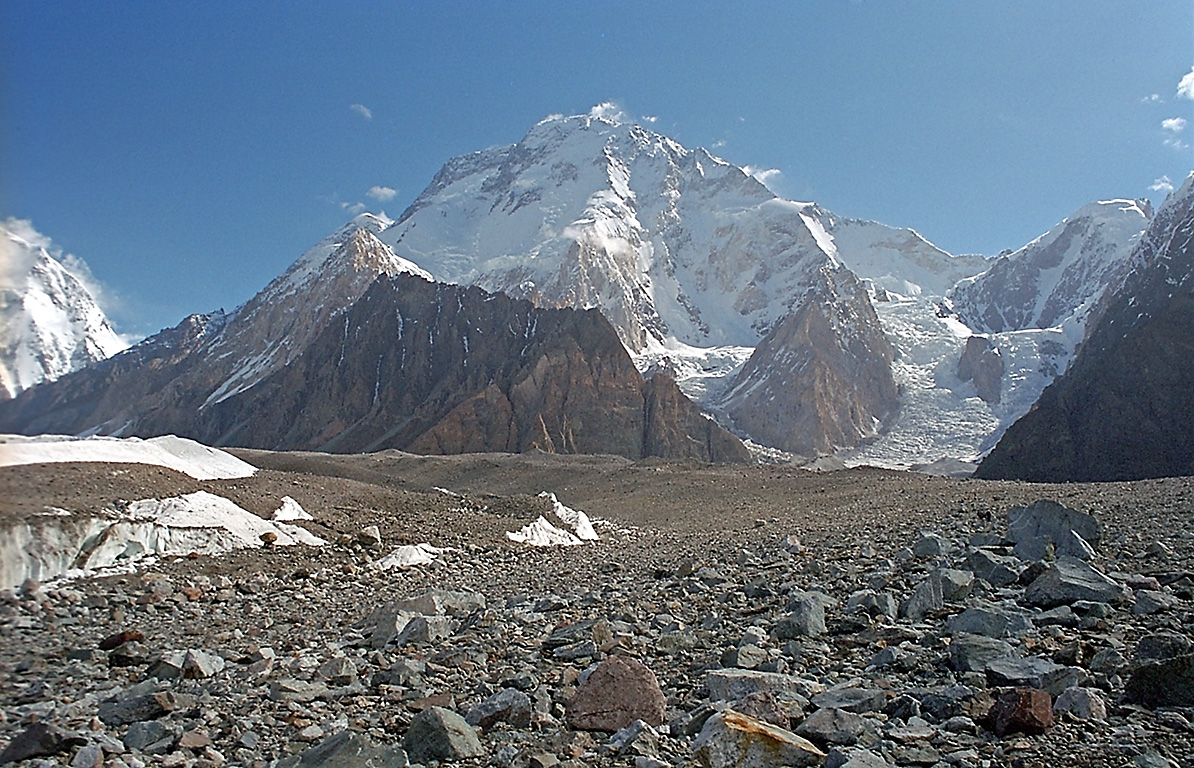
برود پیک، دوازدهمین قله بلند دنیا

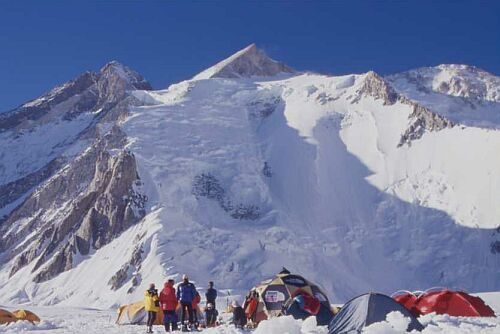
گاشربروم ۲، سیزدهمین قله بلند دنیا

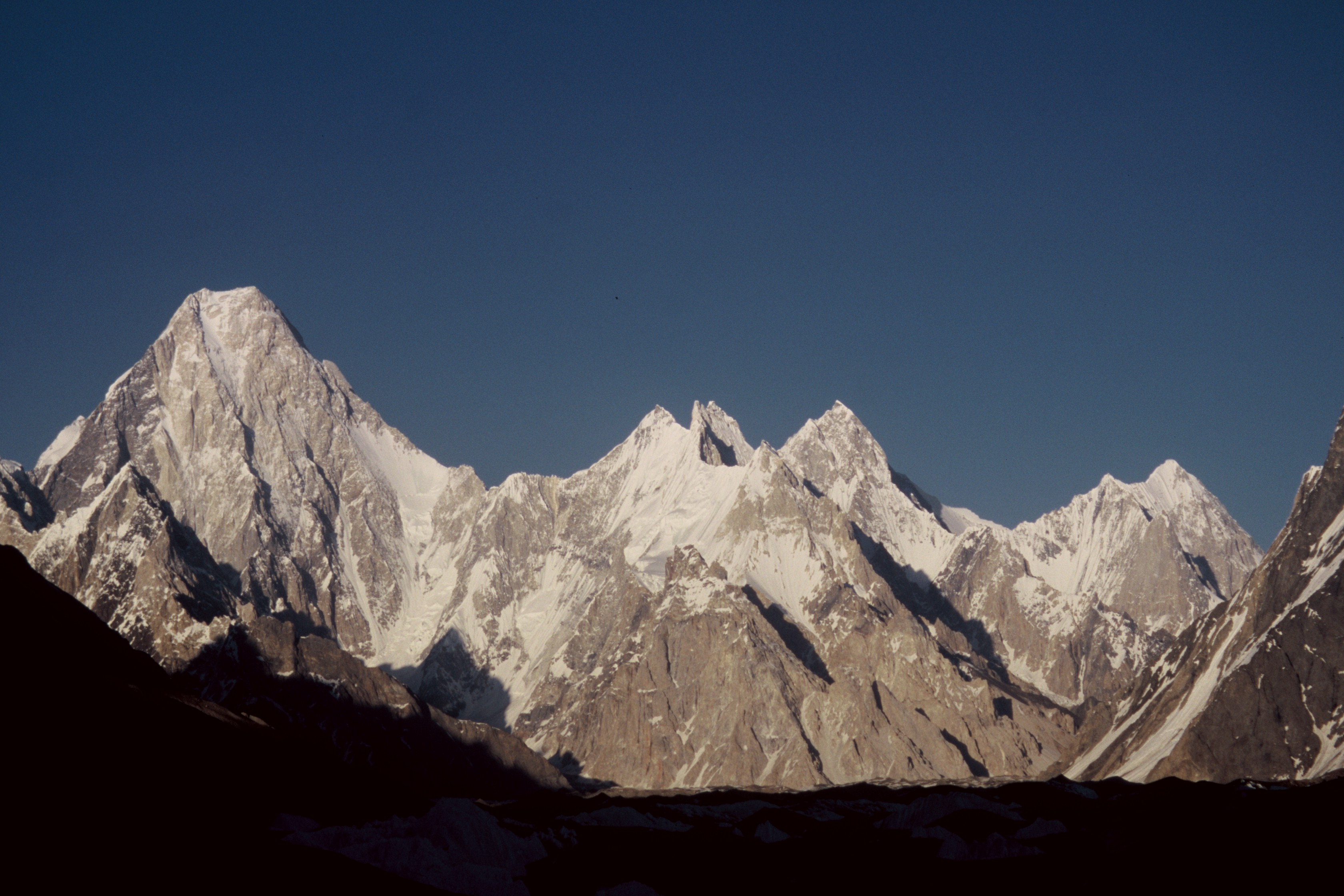
کوه‌های گاشربروم شامل گاشربروم ۴، گاشربروم ۵ و گاشربروم ۶

گاشربروم (انگلیسی: Gasherbrum) نام گروهی از کوه‌های دورافتاده‌ای است که در انتهای شمال‌شرقی یخچال بالتورو در رشته‌کوه قراقروم هیمالیا در مرز منطقه ماورای قراقروم چین و قلمرو بلتستان پاکستان قرار دارد. توده‌کوه گاشربروم سه کوه از هشت‌هزارمتری‌ها (با احتساب برود پیک) را در خود جای داده است و سرشار معادن طبیعی برخوردار است.

## نام
اگرچه اغلب ادعا می شود که کلمه "گاشربروم" به معنای "دیوار درخشان" است، [نیازمند منبع] احتمالا اشاره ای به چهره بسیار قابل مشاهده گاشربروم IV است، [تحقیق اصلی؟] از "رگاشا" (زیبا) + "بروم" آمده است. (کوه) در بالتی، از این رو در واقع به معنای "کوه زیبا" است.[نیازمند منبع]

## کوه‌ها
| قله        | ارتفاع متر | ارتفاع فوت | عرض جغرافیایی (شمالی) | طول جغرافیایی (شرقی) | ارتفاع نسبی (متر) |
| ---------- | ---------- | ---------- | --------------------- | -------------------- | ----------------- |
| گاشربروم ۱ | ۸٬۰۸۰      | ۲۶٬۵۰۹     | ۳۵°۴۳′۲۷″             | ۷۶°۴۱′۴۸″            | ۲٬۱۵۵             |
| برود پیک   | ۸٬۰۴۷      | ۲۶٬۴۰۰     | ۳۵°۴۸′۳۵″             | ۷۶°۳۴′۰۶″            | ۱٬۷۰۱             |
| گاشربروم ۲ | ۸٬۰۳۵      | ۲۶٬۳۶۲     | ۳۵°۴۵′۲۷″             | ۷۶°۳۹′۱۵″            | ۱٬۵۲۳             |
| گاشربروم ۳ | ۷٬۹۵۲      | ۲۶٬۰۸۹     | ۳۵°۴۵′۳۴″             | ۷۶°۳۸′۳۱″            | ۳۵۵               |
| گاشربروم ۴ | ۷٬۹۲۵      | ۲۶٬۰۰۱     | ۳۵°۴۵′۳۹″             | ۷۶°۳۷′۰۰″            | ۷۲۵               |
| گاشربروم ۵ | ۷٬۱۴۷      | ۲۳٬۴۴۸     | ۳۵°۴۳′۴۵″             | ۷۶°۳۶′۴۸″            | ۶۵۴               |
| گاشربروم ۶ | ۶٬۹۷۹      | ۲۲٬۸۹۷     | ۳۵°۴۲′۳۰″             | ۷۶°۳۷′۵۴″            | ۵۲۰               |

در سال ۱۸۵۶ توماس جورج مونتگمری افسر و مهندس سلطنتی بریتانیایی و عضو تیم نقشه‌برداری مثلثاتی بزرگ هند، گروهی از قله‌های مرتفع در قراقروم را از فاصله بیش از ۲۰۰ کیلومتری مشاهده کرد. اون پنج قله از آن‌ها را کی۱، کی۲، کی۳، کی۴ و کی۵ نامید. حرف K در نام‌گذاری او اشاره به رشته‌کوه قراقروم دارد. امروزه کی۱ به نام ماشربروم، کی۳ به نام گاشربروم ۴، کی ۴ به نام گاشربروم ۲ و کی۵ به نام گاشربروم ۱ شناخته می‌شوند. در این میان فقط کی۲ که دومین قله بلند دنیاست، نامی که مونتگمری بر آن گذاشت را حفظ کرده است. برود پیک به دلیل پنهان‌بودن از دید مونتگمری در این نام‌گذاری جای نگرفت.

## تاریخچه صعود
| قله               | ارتفاع متر | نخستین صعود               |
| ----------------- | ---------- | ------------------------- |
| گاشربروم ۱        | ۸٬۰۸۰      | ۱۹۵۸، کوهنوردان آمریکایی  |
| برود پیک          | ۸٬۰۴۷      | ۱۹۵۷، کوهنوردان اتریشی    |
| گاشربروم ۲        | ۸٬۰۳۵      | ۱۹۵۶، کوهنوردان اتریشی    |
| گاشربروم ۳        | ۷٬۹۵۲      | ۱۹۷۵، کوهنوردان لهستانی   |
| گاشربروم ۴        | ۷٬۹۲۵      | ۱۹۵۸، کوهنوردان ایتالیایی |
| گاشربروم ۵        | ۷٬۱۴۷      | ۲۰۱۴، کوهنوردان کره‌ای     |
| گاشربروم ۶        | ۷٬۰۰۱      | صعود نشده                 |
| گاشربروم ۷        | ۶٬۷۵۵      | صعود نشده                 |
| دوقلوهای گاشربروم |            | صعود نشده                 |